# Табаско
Табаско (шп. Estado de Tabasco), држава је Мексика. Налази се на југоистоку земље, на јужној обали Мексичког залива. На североистоку се граничи са државом Кампече, на југу са Чиапасом, на западу са Веракрузом, док се на истоку граничи са Републиком Гватемалом. 
Главни град Табаска је Виљаермоса. Површина државе Табаско је 24.578 km², а број становника је око 2,1 милиона. Држава је основана 1824. 
На западу државе се у периоду 1200 - 600 године п. н. е. развијала цивилизација Олмека (култура Ла Вента). Касније, и Маје су оставиле своје споменике на простору државе Табаско. 
Већим делом држава се налази у мочварној равници и лагунама око ушћа реке Грихалва. Поплаве у овој области су честе. 
Главна привредна активност је експлоатација нафте. 

## Становништво
| 1990.     | 1995.     | 2000.     | 2005.     | 2010.     |
| --------- | --------- | --------- | --------- | --------- |
| 1.501.744 | 1.748.769 | 1.891.829 | 1.989.969 | 2.238.603 |